# Paweł Mackiewicz (genetyk)
Paweł Mackiewicz – polski genetyk, dr hab. nauk biologicznych, adiunkt i kierownik Zakładu Genomiki  Wydziału Biotechnologii Uniwersytetu Wrocławskiego.

## Życiorys
W 1997 ukończył studia w zakresie nauk biologicznych na Uniwersytecie Wrocławskim, 16 marca 2000 obronił pracę doktorską Właściwości kodujące genomu Saccharomyces cerevisiae, 28 czerwca 2004 habilitował się na podstawie pracy zatytułowanej Wpływ mechanizmów generujących asymetrię DNA na strukturę i ewolucję genów oraz genomów. Pracował w Instytucie Genetyki i Mikrobiologii na Wydziale Biotechnologii Uniwersytetu Wrocławskiego.
Objął funkcję adiunkta i kierownika w Zakładzie Genomiki na Wydziale Biotechnologii Uniwersytetu Wrocławskiego.